# پدرو آریتوناندیا
پدرو آریتوناندیا (اسپانیایی: Pedro Arreitunandia‎؛ زادهٔ ۲۴ ژوئیهٔ ۱۹۷۴) دوچرخه‌سوار اهل اسپانیا است.